# Bane NOR
Bane NOR SF est une entreprise d’État norvégienne, chargée de gérer l'infrastructure des chemins de fer norvégiens. Ces fonctions étaient auparavant assumées par Jernbaneverket. Sa création a été décidée en février 2016 et elle a commencé ses activités le 1er janvier 2017. 

## Origine
Durant son processus de création, Bane NOR était connue sous le nom de Jernbaneinfrastrukturforetaket SF. L'entreprise a été fondée par une décision du conseil des ministres du 5 février 2016 et ses activités ont débuté le 1er janvier 2017,. La création de l'entreprise est une conséquence de la réforme ferroviaire entreprise par le gouvernement Solberg.
L'objet statutaire de Bane NOR est d'assurer la disponibilité des infrastructures ferroviaires norvégiennes. Elle doit aussi fournir efficacement des prestations comme la gestion des hubs et le développement des terminaux pour le compte de leurs utilisateurs. Ceux-ci sont des transporteurs de personnes et de marchandises. Les missions de l'entreprise incluent la planification, la construction, la gestion, l'exploitation et l'entretien du réseau ferré national, ainsi que la gestion du trafic et du portefeuille immobilier ferroviaire de l’État. Ces missions étaient principalement assumées par Jernbaneverket.
L'entreprise est détenue par le ministère des Transports. Elle est principalement financée par le biais de contrats avec la direction des chemins de fer, en plus des recettes provenant de la prestation de services aux sociétés de transport ferroviaire, les droits de péage et les revenus issus de son parc immobilier. La propriété de Rom Eiendom, aujourd'hui nommée Bane NOR Eiendomet qui possède notamment les gares lui a été transférée depuis le groupe NSB.

## Organisation

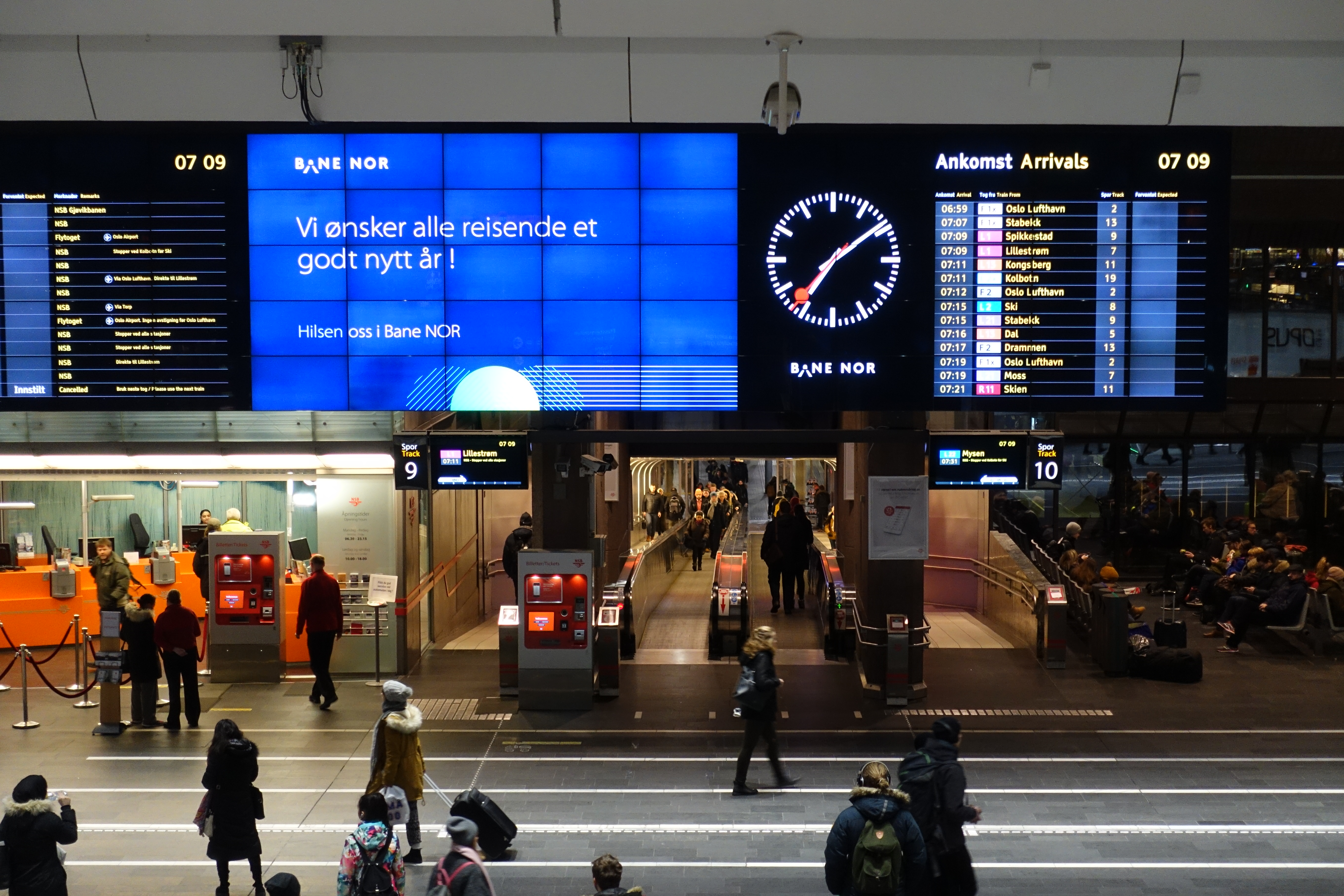
Bane NOR salue les voyageurs sur l'écran d'affichage d'Oslo S

Bane NOR est organisée en cinq sections qui sont chacune responsables d'un domaine d'activité et quatre de la responsabilité pour chacun de leurs territoires, et quatre entités supports travaillant de manière interdivisionnelle.
- La section Construction planifie et mène à bien les projets de nouvelles infrastructures.
- La section Infrastructure est responsable de la gestion, de l'exploitation et de la maintenance, ainsi que des projets d'investissement liés à l'amélioration de l'infrastructure existante.
- La section Clients et Trafic est responsable pour la gestion opérationnelle des flux, la carte et horaires des lignes, les accords avec les transporteurs, et l'information aux voyageurs.
- La section Hubs et Immobilier
- La section Numérisation et Technologie.